# Élections sénatoriales de 2001 dans le Loiret
Les élections sénatoriales de 2001 dans le Loiret sont des élections se déroulant, sous la Cinquième République, dans le cadre des élections sénatoriales françaises de 2001, dans le département du Loiret, le dimanche 23 septembre 2001.
Elles ont pour but d'élire les sénateurs représentant le département au Sénat pour un mandat de neuf années.

## Contexte départemental
Lors des élections sénatoriales du 27 septembre 1992 dans le Loiret, trois sénateurs ont été élus selon un scrutin majoritaire : Louis Boyer (UDF), Kléber Malécot (UDF) et Paul Masson (RPR).
Depuis, tous les effectifs du collège électoral des grands électeurs ont été renouvelés, avec les élections législatives de 1997 dans le Loiret, les élections européennes de 1999, les élections régionales françaises de 1998, les élections cantonales de 1998 et 2001 et les élections municipales françaises de 2001.

## Sénateurs sortants
| Sénateur | Sénateur       | Parti | Fonctions lors de l'élection en 1992                                       |
| -------- | -------------- | ----- | -------------------------------------------------------------------------- |
|          | Louis Boyer    | UDF   | Sénateur sortant, conseiller général, maire de Gien                        |
|          | Kléber Malécot | UDF   | Sénateur sortant, président du conseil général, maire de Neuville-aux-Bois |
|          | Paul Masson    | RPR   | Sénateur sortant, conseiller régional, maire d'Estouy                      |

## Présentation des listes et des candidats
Les nouveaux représentants sont élus pour une législature de 9 ans au suffrage universel indirect par les 1532 grands électeurs du département. Le nombre de sénateurs reste inchangé, 3 sénateurs sont à élire. 
Onze listes sont présentes.

### Lutte ouvrière
| N° | Candidats | Candidats           | Parti | Principale fonction                        |
| -- | --------- | ------------------- | ----- | ------------------------------------------ |
| 01 |           | Patrick Lamiable    | LO    | Conseiller municipal de Fleury-les-Aubrais |
| 02 |           | Christiane Hauchère | LO    |                                            |
| 03 |           | Abdelkrim Saadani   | LO    |                                            |

### Parti communiste français
| N° | Candidats | Candidats                   | Parti | Principale fonction                          |
| -- | --------- | --------------------------- | ----- | -------------------------------------------- |
| 01 |           | Max Nublat                  | PCF   | Conseiller général                           |
| 02 |           | Françoise Bonvalot-Villiers | PCF   | Adjointe au maire de Saint-Jean-de-la-Ruelle |
| 03 |           | Daniel Thouvenin            | PCF   | Maire de Villorceau                          |

### Parti socialiste et alliés
| N° | Candidats | Candidats          | Parti | Principale fonction                         |
| -- | --------- | ------------------ | ----- | ------------------------------------------- |
| 01 |           | Jean-Pierre Sueur  | PS    | Conseiller municipal d'Orléans              |
| 02 |           | Liliane Berthelier | PS    | Conseillère municipale de Montargis         |
| 03 |           | Jacques Girault    | PS    | Conseiller général, maire d'Autry-le-Chatel |

### Divers droite
| N° | Candidats | Candidats        | Parti | Principale fonction |
| -- | --------- | ---------------- | ----- | ------------------- |
| 01 |           | Jacques Cotteray | DVD   | Conseiller général  |
| 02 |           | Denise Trumtel   | DVD   |                     |
| 03 |           | Henri Fouquereau | DVD   |                     |

### Union pour la démocratie française
| N° | Candidats | Candidats           | Parti | Principale fonction                           |
| -- | --------- | ------------------- | ----- | --------------------------------------------- |
| 01 |           | Frédéric Cuillerier | UDF   | Maire de Saint-Ay                             |
| 02 |           | Martine Ragey       | DVD   |                                               |
| 03 |           | Yves Clement        | UDF   | Conseiller général, adjoint au maire d'Olivet |

### Rassemblement pour la République (1)
| N° | Candidats | Candidats                 | Parti | Principale fonction                     |
| -- | --------- | ------------------------- | ----- | --------------------------------------- |
| 01 |           | Michel Grillon            | RPR   | Conseiller général, maire de Boiscommun |
| 02 |           | Christiane Diallo-Velluet | DVD   | Adjoint au maire de Chatillon-Coligny   |
| 03 |           | André Champault           | DVD   | Maire de Saint-Cyr-en-Val               |

### Rassemblement pour la République (2)
| N° | Candidats | Candidats          | Parti | Principale fonction                               |
| -- | --------- | ------------------ | ----- | ------------------------------------------------- |
| 01 |           | Xavier Deschamps   | RPR   | Conseiller général, maire de Marcilly-en-Villette |
| 02 |           | Anne-Marie Fouquin | DVD   |                                                   |
| 03 |           | Jean-Michel Pellé  | RPR   | Adjoint au maire de Fleury-les-Aubrais            |

### Rassemblement pour la République (3)
| N° | Candidats | Candidats         | Parti | Principale fonction                          |
| -- | --------- | ----------------- | ----- | -------------------------------------------- |
| 01 |           | Éric Doligé       | RPR   | Député, président du conseil général         |
| 02 |           | Janine Rozier     | RPR   |                                              |
| 03 |           | Jean-Noël Cardoux | CPNT  | Conseiller général, maire de Sully-sur-Loire |

### Front national
| N° | Candidats | Candidats            | Parti | Principale fonction |
| -- | --------- | -------------------- | ----- | ------------------- |
| 01 |           | Bernard Chauvet      | FN    |                     |
| 02 |           | Janine Davi          | FN    |                     |
| 03 |           | Dominique de Laprade | FN    |                     |

### Mouvement national républicain
| N° | Candidats | Candidats       | Parti | Principale fonction                                    |
| -- | --------- | --------------- | ----- | ------------------------------------------------------ |
| 01 |           | Maurice Etienne | MNR   | Conseiller régional, conseiller municipal de Montargis |
| 02 |           | Claudine Chéron | MNR   |                                                        |
| 03 |           | Alain Lebaube   | MNR   |                                                        |

### Union des contribuables français
| N° | Candidats | Candidats       | Parti | Principale fonction |
| -- | --------- | --------------- | ----- | ------------------- |
| 01 |           | Pierre Gallien  | UCF   |                     |
| 02 |           | Françoise Caron | UCF   |                     |
| 03 |           | Guy Chaput      | UCF   |                     |

## Résultats
| Tête de liste  | Tête de liste       | Liste          | Voix  | %      | Sièges |
| -------------- | ------------------- | -------------- | ----- | ------ | ------ |
|                | Éric Doligé         | RPR-CPNT       | 521   | 34,43  | 2      |
|                | Jean-Pierre Sueur   | PS             | 395   | 26,10  | 1      |
|                | Xavier Deschamps    | RPR            | 237   | 15,66  |        |
|                | Frédéric Cuillerier | UDF            | 116   | 7,67   |        |
|                | Michel Grillon      | RPR            | 113   | 7,47   |        |
|                | Max Nublat          | PCF            | 87    | 5,75   |        |
|                | Jacques Cotteray    | DVD            | 19    | 1,26   |        |
|                | Maurice Etienne     | MNR            | 11    | 0,73   |        |
|                | Bernard Chauvet     | FN             | 5     | 0,33   |        |
|                | Patrick Lamiable    | LO             | 5     | 0,33   |        |
|                | Pierre Gallien      | UCF            | 4     | 0,26   |        |
|                |                     |                |       |        |        |
| Inscrits       | Inscrits            | Inscrits       | 1 532 | 100,00 |        |
| Abstentions    | Abstentions         | Abstentions    | 5     | 0,33   |        |
| Votants        | Votants             | Votants        | 1 527 | 99,67  |        |
| Blancs et nuls | Blancs et nuls      | Blancs et nuls | 14    | 0,91   |        |
| Exprimés       | Exprimés            | Exprimés       | 1 513 | 98,76  |        |